# Proporcellio quadriseriatus
Proporcellio quadriseriatus is een pissebed uit de familie Porcellionidae. De wetenschappelijke naam van de soort is voor het eerst geldig gepubliceerd in 1917 door Karl Wilhelm Verhoeff.